# برگ جریمه

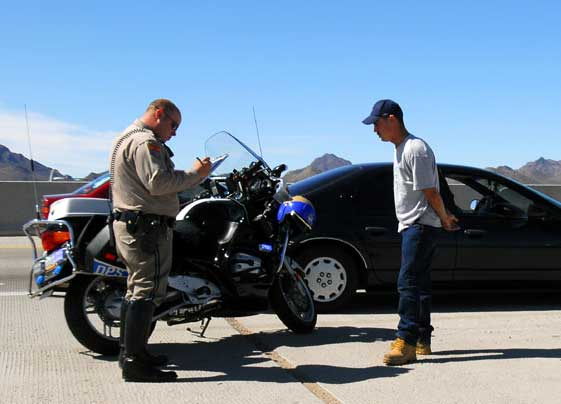
پلیس در حال صدور برگهٔ جریمه

برگ جریمه برگه‌ای است که توسط افسر نیروی انتظامی (پلیس راهنمایی رانندگی) در قبال رانندهٔ یک وسیلهٔ نقلیه صادر می‌شود و به او اطلاع می‌دهد که برخی از قوانین ترافیکی را نقض کرده است. برگ‌های جریمه معمولاً دو نوع دارند، ۱) تخلف در حرکت، مثل سرعت غیرمجاز؛ ۲) تخلف در توقف، مثل پارک در منطقهٔ ممنوع.
کسی که برایش برگهٔ جریمه صادر شده، معمولاً باید مبلغ آن را در  زمان مقرر بپردازد و همچنین شاید امتیازاتی از نمرات رانندگی‌اش کسر شود. 